# Maria Wąsik
Maria Renata Wąsik (ur. 1940, zm. 6 stycznia 2021) – polska biolog, prof. dr hab.

## Życiorys
Obroniła pracę doktorską, następnie uzyskała stopień doktora habilitowanego. 21 lutego 2005 nadano jej tytuł profesora w zakresie nauk medycznych. Została zatrudniona na stanowisku profesora nadzwyczajnego i kierownika w Zakładzie Diagnostyki Laboratoryjnej i Immunologii Klinicznej Wieku Rozwojowego na I Wydziale Lekarskim z Oddziałem Stomatologicznym Warszawskim Uniwersytecie Medycznym.
Była wiceprezesem Polskiego Towarzystwa Immunologii Doświadczalnej i Klinicznej.

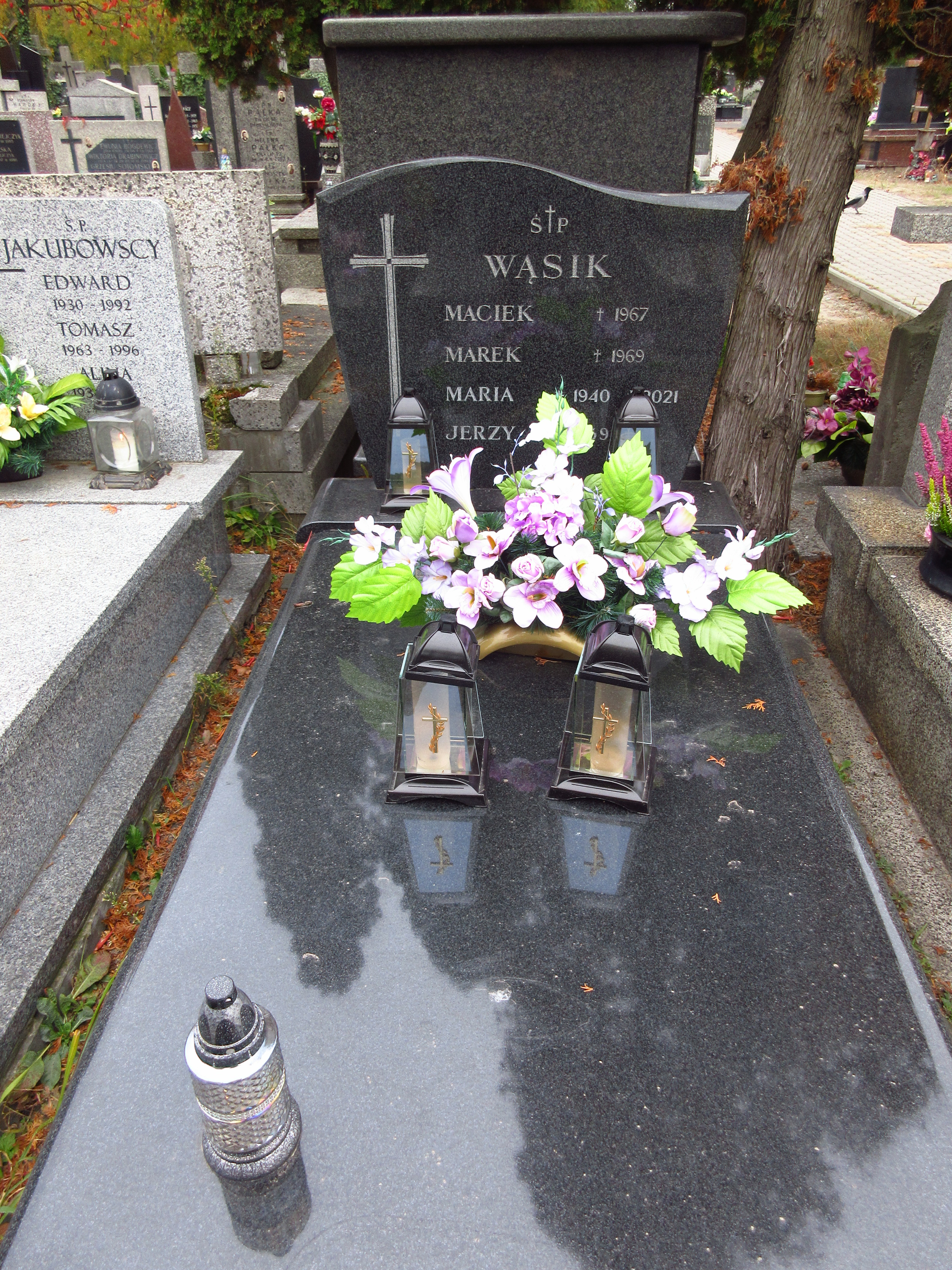
Grób profesor Marii Wąsik na Cmentarzu Bródnowskim.

Zmarła 6 stycznia 2021, pochowana na Cmentarzu Bródnowskim (kwatera 61L-2-30).